# Masahiro Ishikawa
Masahiro Ishikawa (石川 雅博 Ishikawa Masahiro?, nacido el 23 de mayo de 1990 en Tokushima) es un exfutbolista japonés. Jugaba de defensa y su último club fue el Grulla Morioka de Japón.

## Trayectoria

### Clubes
| Club                     | País     | Año         |
| ------------------------ | -------- | ----------- |
| Tokushima Vortis         | Japón    | 2009 - 2012 |
| Albirex Niigata Singapur | Singapur | 2013        |
| Grulla Morioka           | Japón    | 2015        |

## Estadística de carrera

### J. League
| Club             | Año   | J. League | J. League | Copa J. League | Copa J. League | Total | Total |
| Club             | Año   | Part.     | Goles     | Part.          | Goles          | Part. | Goles |
| ---------------- | ----- | --------- | --------- | -------------- | -------------- | ----- | ----- |
| Tokushima Vortis | 2009  | 0         | 0         | -              | -              | 0     | 0     |
| Tokushima Vortis | 2010  | 0         | 0         | -              | -              | 0     | 0     |
| Tokushima Vortis | 2011  | 1         | 0         | -              | -              | 1     | 0     |
| Tokushima Vortis | 2012  | 0         | 0         | -              | -              | 0     | 0     |
| Grulla Morioka   | 2015  | 3         | 0         | -              | -              | 3     | 0     |
| Total            | Total | 4         | 0         | 0              | 0              | 4     | 0     |